# Einsiedeln
Einsiedeln je obec ve Švýcarsku v kantonu Schwyz, asi 30 km jihovýchodně od Curychu. Žije zde přibližně 16 tisíc obyvatel.
Obec je lyžařským střediskem a nejznámějším poutním místem ve Švýcarsku díky klášteru benediktinů, který byl založen roku 935. Barokní socha Panny Marie z Einsiedeln je i na rampě Pražského hradu, kaple jsou v Oseku a v Lovosicích.

## Geografie
Obec Einsiedeln se skládá z hlavní obce Einsiedeln a šesti vesnic (místních částí) Bennau, Egg, Willerzell, Euthal, Gross a Trachslau. Vesnice Biberbrugg je rozdělena mezi Einsiedeln a sousední obec Feusisberg.
Samotná obec Einsiedeln, nejnavštěvovanější poutní místo ve Švýcarsku, leží jižně od Curyšského jezera na náhorní plošině v nadmořské výšce cca 880 m n. m.. Leží při západním břehu přehradní nádrže Sihlsee.

## Historie

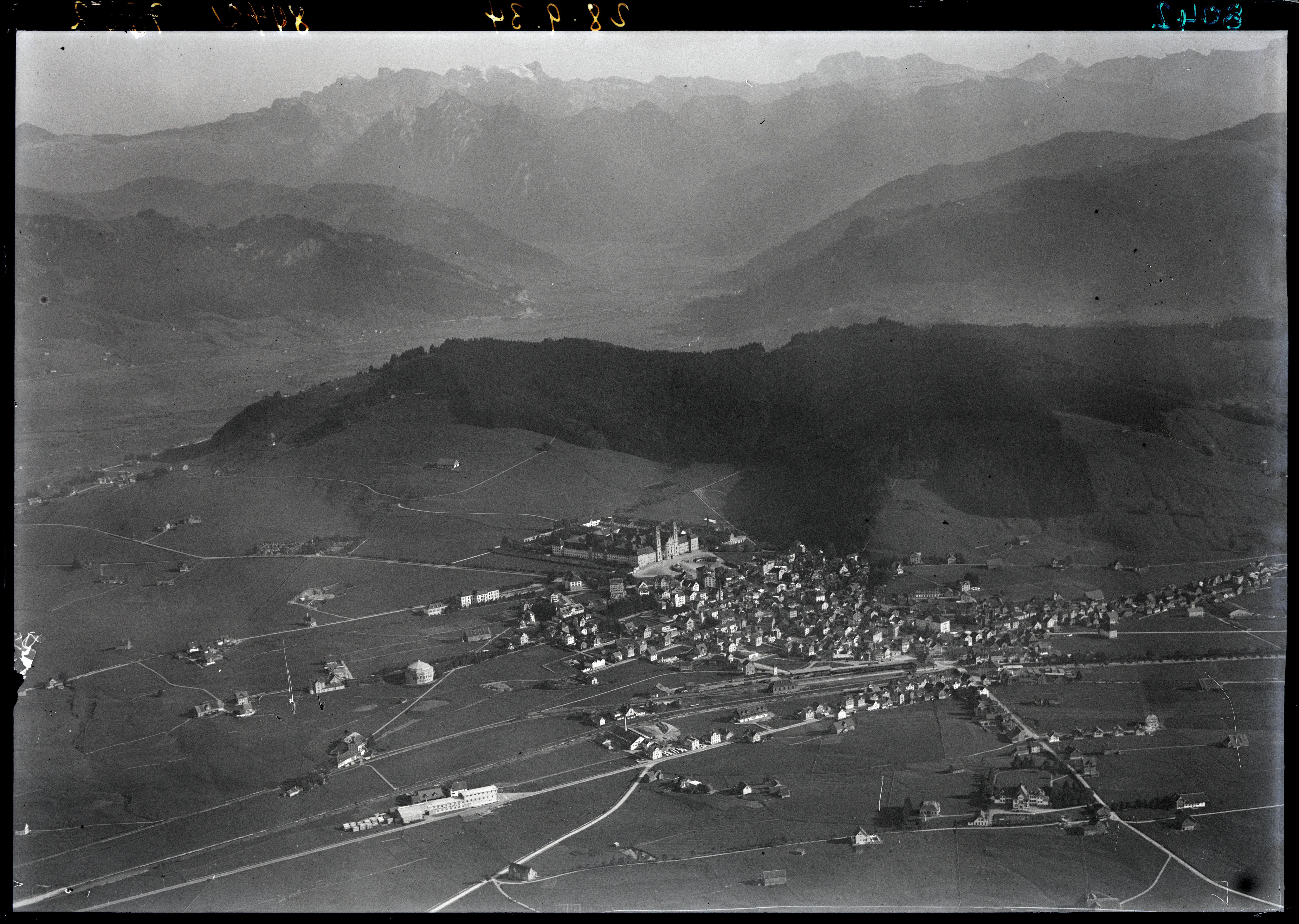
Einsiedeln (1934)

Vysoko položené údolí navštěvovali kočovní lovci již před 12 000 lety. Od poloviny 20. století zde byly objeveny četné artefakty z doby kamenné a bronzové. V té době však v oblasti pravděpodobně neexistovalo žádné trvalé osídlení.
Poutní místo Maria Einsiedeln (v Temném lese) je úzce spjato se životem svatého Meinrada. Roku 835 přišel na toto místo mnich Meinrad z kláštera Reichenau a žil zde o samotě jako poustevník. Postavil poustevnu a kapli na místě, kde dnes stojí poutní kaple v klášterním kostele, aby v poustevně sloužil Bohu (odtud název místa Einsiedeln). Podle pověsti byl Meinrad v roce 861 zabit dvěma lupiči, které však dva velcí havrani dohnali k soudu. Proto má obec ve znaku dva černé havrany. Roku 934 shromáždil kněz Eberhard ze Štrasburku zdejší poustevníky a založil benediktinský klášter, který císař Ota I. roku 947 potvrdil. Z počátků opatství se dochovalo velké množství dobře zdokumentovaných neumových rukopisů, které mají velký význam pro restituci gregoriánského chorálu (Codex Einsidlensis 121). V roce 1065 založilo dvanáct mnichů z Einsiedelnu filiální klášter v Hirsau.
V letech 1031–1039 byla po požáru kláštera postavena trojlodní románská bazilika, na jejímž půdorysu stojí i současný barokní kostel. Klášter byl bohatě obdarován a exemptním postavením vyňat z pravomoci světských pánů, což vedlo k různým sporům. Einsiedelnská poutní kaple kláštera byla zastávkou poutníků na cestě do Santiago de Compostela, kteří sem od 14. století putovali za soškou "černé" Matky Boží. Při klášteře vznikla i současná obec. Spor s obyvateli Schwyzu, který vyústil v bitvu u Morgartenu roku 1315, trval 250 let. Klášter ztratil ve prospěch Schwyzských přibližně polovinu svého území. Klášter a vesnici několikrát zpustošily různé požáry. V roce 1798 Francouzi klášter vyplenili a zničili cenné vybavení.
V letech 1516–1518 působil v klášteře jako farář pozdější církevní reformátor Ulrich Zwingli a roku 1526 klášter uzavřel. Byl obnoven roku 1533 a v letech 1674–1735 vybudována barokní novostavba kláštera s poutním kostelem Panny Marie a svatého Mořice podle plánů Caspara Moosbruggera. Fresky a štuky uvnitř jsou dílem bratrů Asamových. Stropní freska je největší ve Švýcarsku.
Einsiedeln je domovem mnoha jenišských rodin. Einsiedelnské úřady však odmítly spolupracovat s humanitární organizací Kinder der Landstrasse, která v letech 1926–1973 odebírala jenišským rodinám děti. Od roku 1999 se také každoročně koná jenišská pouť.

## Obyvatelstvo
| Rok            | 1850 | 1900 | 1950   | 1960   | 1970   | 1980   | 1990   | 2000   | 2010   |
| Počet obyvatel | 5432 | 7398 | 10 259 | 11 007 | 12 194 | 12 100 | 12 723 | 13 763 | 14 423 |

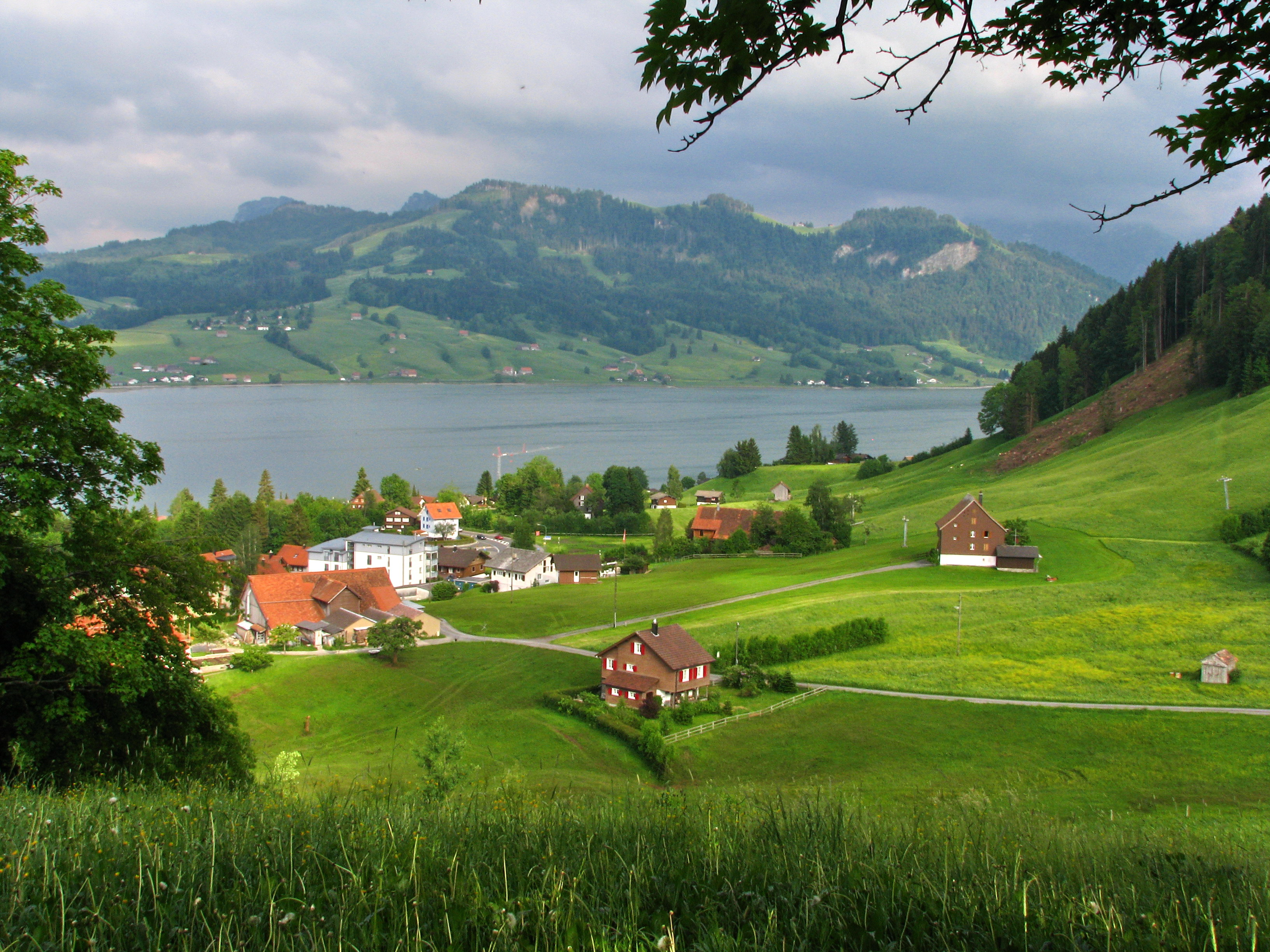
Vyhlídka na přehradní nádrž Sihlsee

Einsiedeln je druhou největší obcí kantonu Schwyz. K 10. lednu 2017 měla obec 15 033 obyvatel (s podílem cizinců 14,96 %). V obci Einsiedeln žilo 9540 obyvatel, v místní části Gross 1356 obyvatel, v Trachslau 1196 obyvatel, v Bennau 1074 obyvatel, ve Willerzell 941 obyvatel, v Euthal 603 obyvatel a v Egg 527 obyvatel.
Einsiedeln je dosud silně katolickou oblastí. Ještě před několika desetiletími bylo téměř všechno obyvatelstvo římskokatolické. Silné přistěhovalectví z jiných švýcarských kantonů a zejména ze zahraničí vedlo v Einsiedelnu k rychlému nárůstu dalších náboženských skupin.

## Pamětihodnosti

### Klášter Einsiedeln

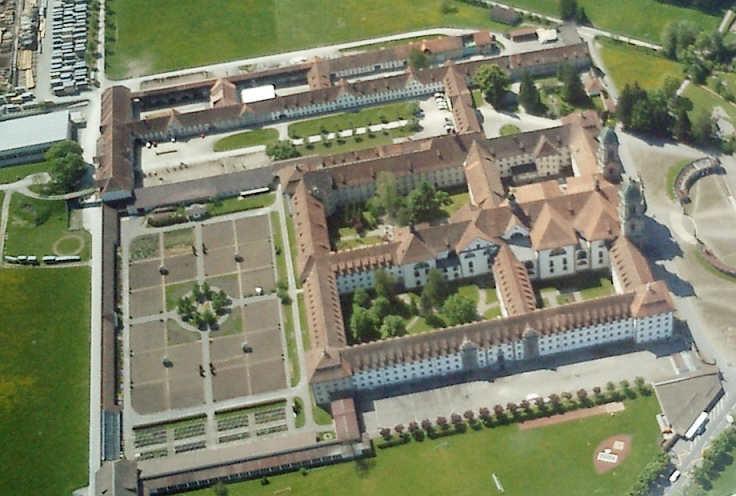
Klášter Einsiedeln

Rozsáhlá barokní budova s kostelem Panny Marie a sv. Mořice z let 1719–1735 stojí na náměstí naproti radnici. Pozdně barokní kostel podle plánů J. Moosbruggera patří mezi nejvýznamnější barokní stavby ve Švýcarsku. Má výrazně plastické průčelí se dvěma věžemi, vnitřek je bohatě zařízen, na klenbách jsou fresky se štukovými reliéfy od bratří Asamů.

### Poutní kaple
Kaple milosrdenství Panny Marie Einsiedelnské stojí v hlavní lodi kostela, je obdélná, obložená černým mramorem. Na oltáři ve svatozáři a oblacích ze zlaceného stříbra je uctívána pozdně gotická poutní soška černé Madony s Ježíškem, dřevořezba se zbytky polychromie a zlacení. Jejich tváře jsou zčernalé buď sazemi ze svíček, nebo korozí původního stříbřeného povrchu. Od 17. století se soška odívá do vyšívaného roucha zvonovitého střihu, podle španělského zvyku, a zdobí zlatými korunkami. Z tohoto vzoru se kopírovaly einsidelnské sošky a einsiedelnské kaple po celé Evropě, dochovaly se například v německém Rastattu nebo v Ostrově nad Ohří.

#### Skriptorium a knihovna
V klášteře byla od počátku významná písařská škola (skríptorium) a knihovna. Z otonského období prvního vrcholu jejich činnosti na konci 10. století se dodnes zachovalo 67 iluminovaných rukopisů v knihovnách po celém světě. V současnosti má knihovna asi 250 tisíc knih, 1230 rukopisů a 1040 prvotisků. Zvláště významné jsou rukopisy se záznamem církevního zpěvu v neumách z 10. století, jedny z nejstarších notových záznamů, ale také iluminované mešní knihy doby gotické. 
Klášter provozuje také známé humanistické gymnázium.

## Sport a kultura
Einsiedeln je také vyhledávané středisko zimních sportů s areály Hoch Ybbrig a Brunni a skokanským můstkem z roku 2005. Také blízká přehradní nádrž Sihlsee, která zásobuje elektrickým proudem švýcarské železnice, nabízí mnoho příležitostí ke koupání a vodním sportům.
Turisté kromě toho navštěvují různé divadelní festivaly, zejména představení Welttheater, které se koná každých 5-6 let před fasádou kláštera. Početné folklorní festivaly organizuje každý rok řada občanských sdružení. Vedle klášterní knihovny má obec i moderní knihovnu podle návrhu architekta Mario Botty, která je plně věnována architektuře. V obci sídlí významné katolické nakladatelství Benziger.

## Doprava
Einsiedeln je konečná stanice železniční trati z Curychu, která je součástí příměstské železniční dopravy (linky S13 a S40) s nádražím v centru obce.

## Partnerská města
Einsiedeln se v roce 2017 stal sedmým členem spolupráce „Svatyně Evropy“. Partnerství bylo založeno v roce 1996 s dalšími šesti mariánskými svatyněmi:
- Altötting,  Německo
- Fátima,  Portugalsko
- Loreto,  Itálie
- Lurdy,  Francie
- Mariazell,  Rakousko
- Čenstochová,  Polsko

## Galerie

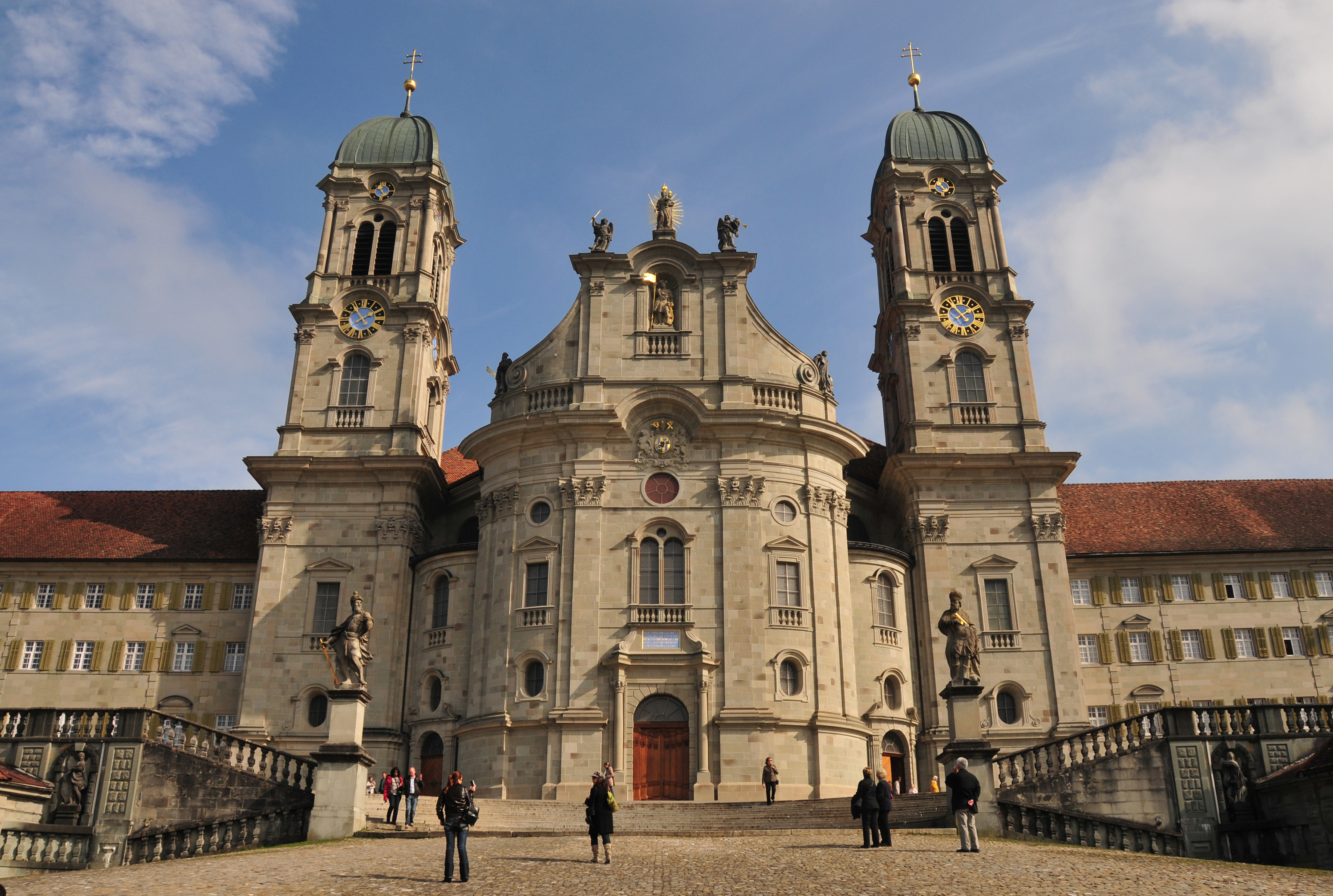
Průčelí kostela
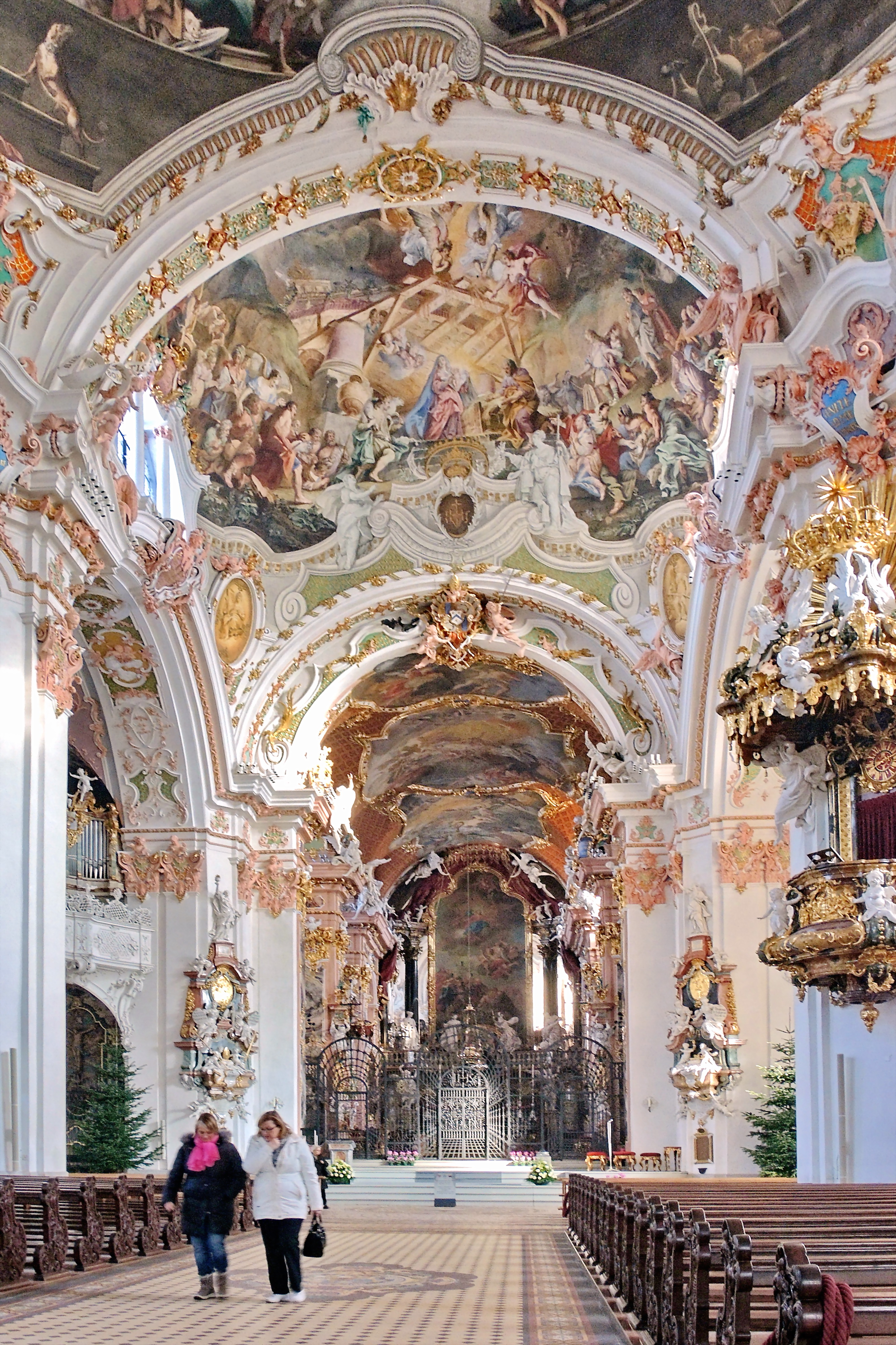
Interiér kostela
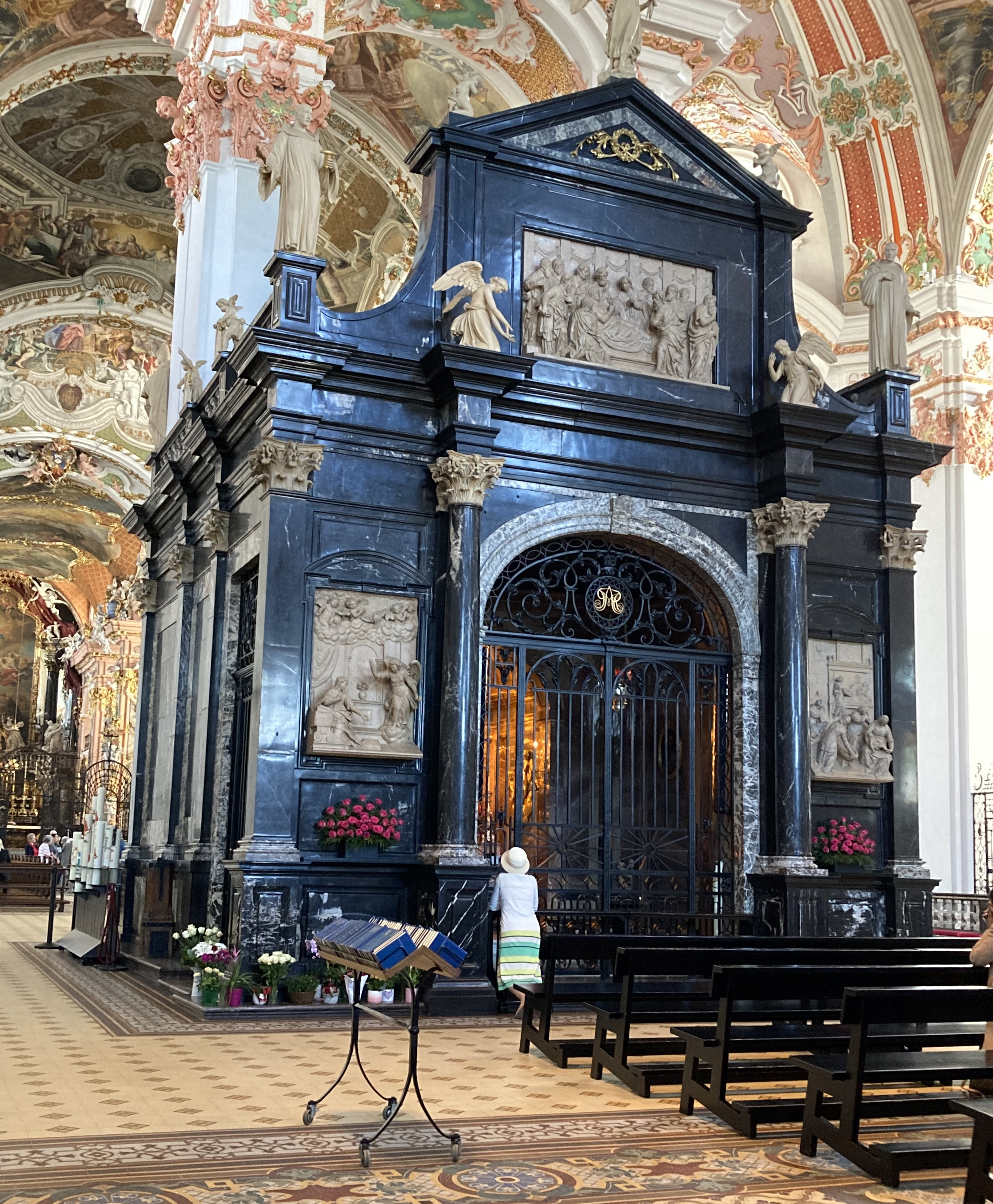
Poutní kaple
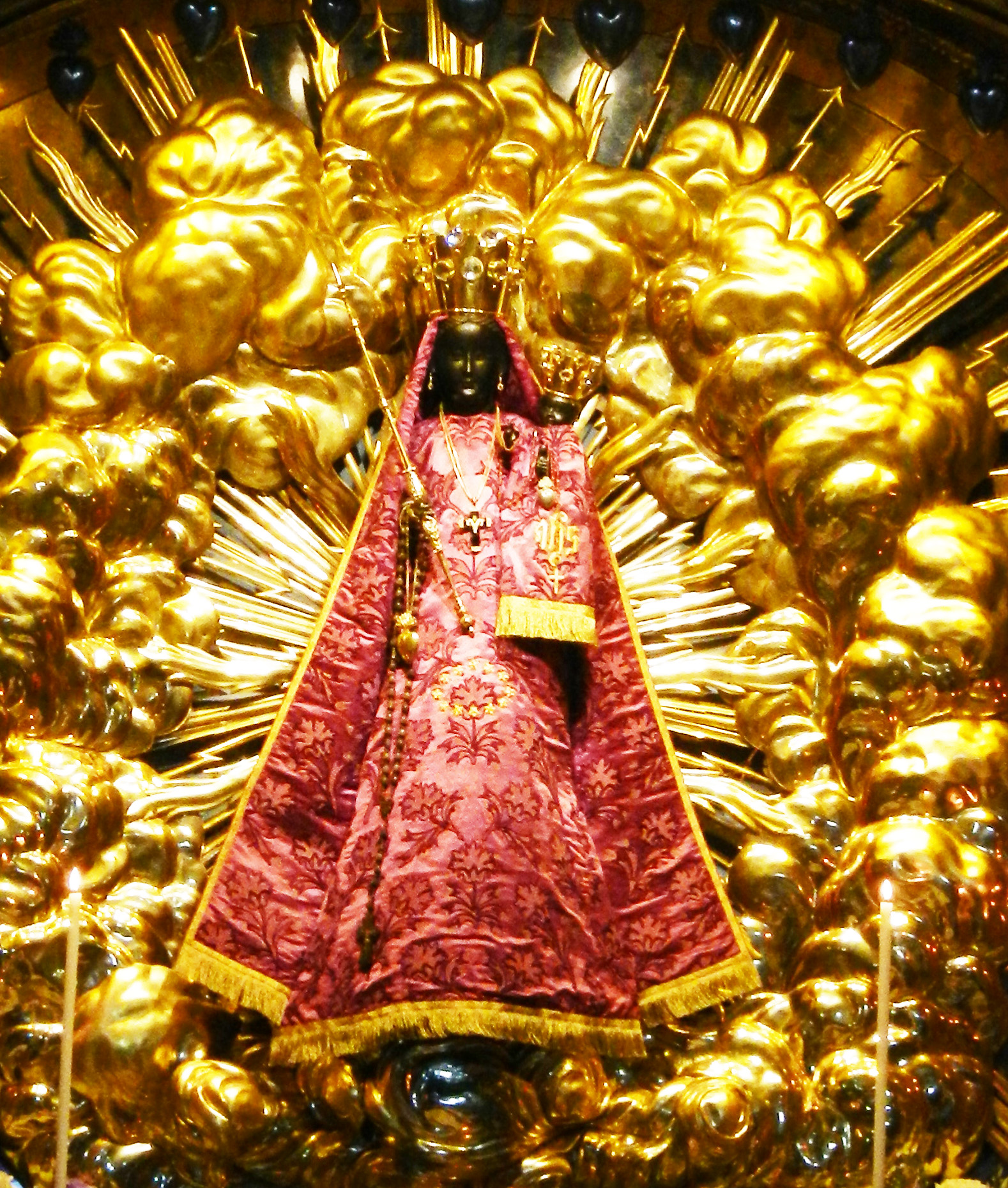
Černá madona
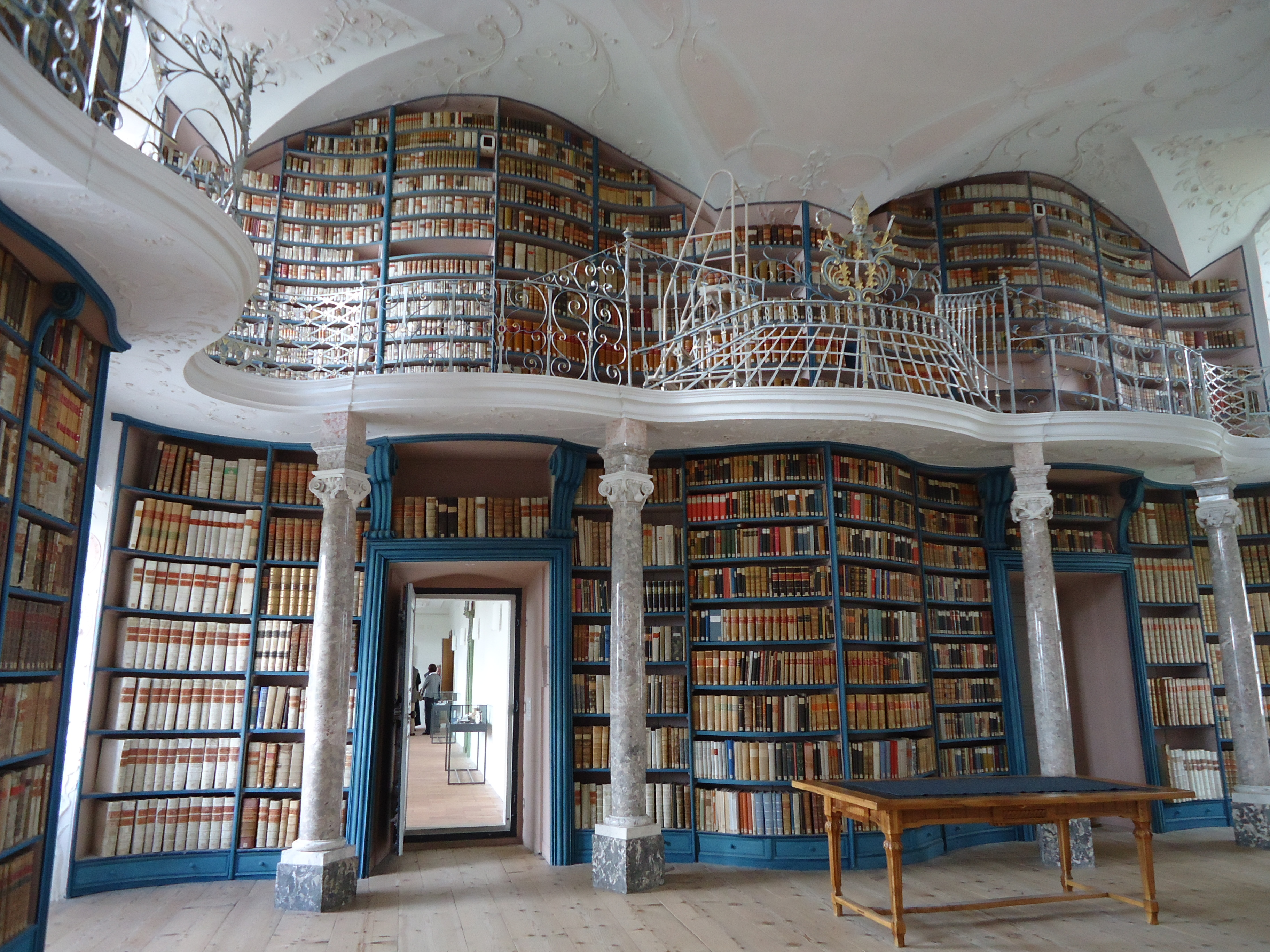
Klášterní knihovna
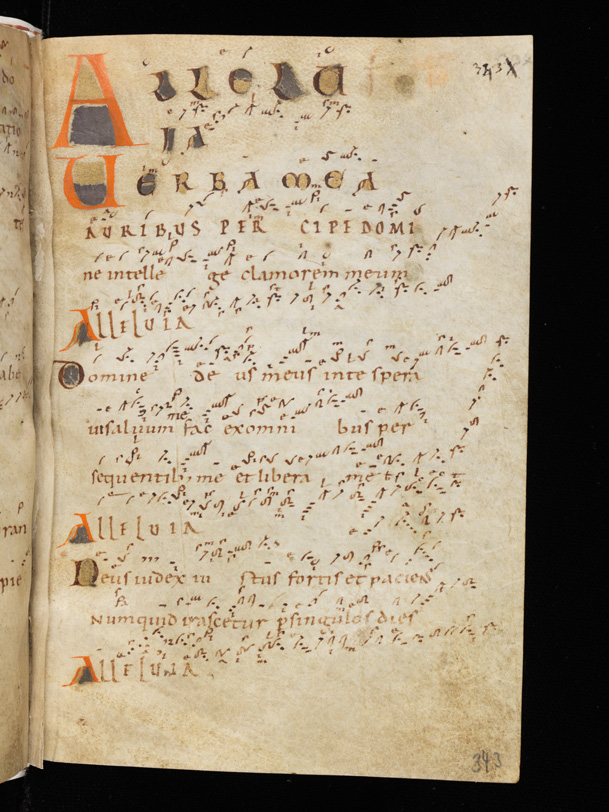
Stránka kodexu Einsiedeln 121 s neumovým záznamem